# Like a Hurricane
Like a Hurricane ist ein Lied von Neil Young, das 1977 auf dem Album American Stars ’n Bars veröffentlicht wurde.

## Geschichte

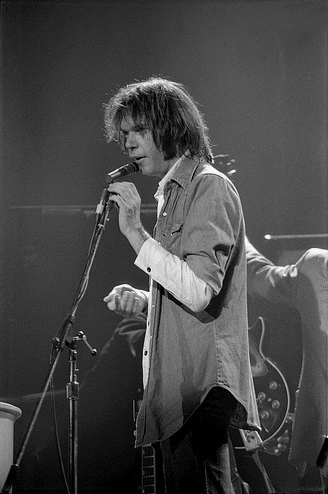
Neil Young (1976)

Das Lied wurde während der Proben für die Northern California Coastal Bar Tour im Juli 1975 von Neil Young geschrieben. Das Lied wird auf fast jeder Tour von Neil Young gespielt, mitunter auch als Solo-Version (akustische Gitarre oder Harmonium).
Like a Hurricane erschien außer auf den Alben American Stars ’n Bars und Chrome Dreams auch auf den Live-Alben Live Rust, Weld und Unplugged (hier spielt es Young auf einem Harmonium) sowie den Kompilationen Decade und Greatest Hits. Eine bearbeitete Version erschien am 8. August 1977 als Single, mit Hold Back the Tears als B-Seite.

## Musiker
- Neil Young: Lead-Gitarre und Gesang
- Youngs Begleitband Crazy Horse:
  - Frank „Poncho“ Sampedro: Gitarre, Orgel, Hintergrundgesang
  - Billy Talbot: Bass
  - Ralph Molina: Schlagzeug

## Coverversionen
- 1980: Duesenberg (Band) aus Hamburg coverte das Lied auf einer Maxi-Single.
- 1982: Roxy Music veröffentlichte zwei Live-Versionen auf Heart Still Beating und auf der EP The High Road.[2]
- 1986: The Mission spielte das Lied auf ihrer zweiten Single Garden of Delight. Es war auch 1987 auf der Kompilation The First Chapter enthalten.
- 1996: Heather Nova nahm das Lied live auf, erschienen auf Truth & Bone (Germany).
- 2004: Jay Farrar coverte das Lied auf seinem Live-Album Stone, Steel & Bright Lights.
- 2006: Theresa Andersson singt es in dem Film  New Orleans Music in Exile.
- 2008: Jeff Healey coverte das Lied auf seinem Album Mess of Blues.
- 2010: Die Coal Porters spielten das Lied auf dem Album Durango.
- 2009: Adam Sandler coverte das Lied auf dem Album  Covered, A Revolution in Sound.[3]
- 2012: Jason Isbell and the 400 Unit coverte den Song auf dem Album Live from  Alabama.